# Österreichische Fußball-Frauenmeisterschaft 1985/86
Die österreichische Fußball-Frauenmeisterschaft 1985/86 war die 14. Meisterschaft im österreichischen Frauenfußball nach der 35-jährigen Pause zwischen 1938 und 1972. Sie bestand aus der 17. Auflage einer höchsten Spielklasse (Frauen-Bundesliga) und wurde vom Österreichischen Fußballbund veranstaltet. Die siebte Auflage einer zweithöchsten Spielklasse (Damenliga Ost) wurde jedoch vom Wiener Fußball-Verband veranstaltet.

## Erste Leistungsstufe – Frauen-Bundesliga

### Modus
Jeder spielte gegen jeden zweimal in insgesamt 14 Runden. Ein Sieg wurde mit zwei Punkten belohnt, ein Unentschieden mit einem Zähler.

### Saisonverlauf
Die Liga setzte sich wie im Vorjahr aus acht Vereinen zusammen. Der KSV Wiener Berufsschulen trat als Wiener Berufsschulen CA an, die Mannschaft DFC Alland-Brunn als DSC Austria Brunn. Meister wurde der 1. DFC Leoben, der damit seinen ersten Titel gewann.

### Abschlusstabelle
Die Meisterschaft endete mit folgendem Ergebnis:
| Pl.                            | Verein                     | Sp. | S  | U | N  | Tore    | Diff. | Punkte |
| ------------------------------ | -------------------------- | --- | -- | - | -- | ------- | ----- | ------ |
| 1.                             | 1. DFC Leoben              | 14  | 12 | 2 | 0  | 035:120 | +23   | 26     |
| 2.                             | LUV Graz                   | 14  | 10 | 1 | 3  | 038:170 | +21   | 21     |
| 3.                             | USC Landhaus               | 14  | 9  | 2 | 3  | 034:120 | +22   | 20     |
| 4.                             | Wiener Berufsschulen CA B1 | 14  | 6  | 2 | 6  | 019:230 | −4    | 14     |
| 5.                             | Union Kleinmünchen         | 14  | 5  | 2 | 7  | 035:390 | −4    | 12     |
| 6.                             | DFC Ostbahn XI (M)         | 14  | 3  | 5 | 6  | 024:310 | −7    | 11     |
| 7.                             | DSC Austria Brunn B2       | 14  | 1  | 4 | 9  | 022:290 | −7    | 06     |
| 8.                             | ESV Stadlau/Kaisermühlen   | 14  | 0  | 2 | 12 | 014:580 | −44   | 02     |
| Stand: Endstand. Quelle: NOeFV |                            |     |    |   |    |         |       |        |

| (M) | Österreichischer Fußball-Frauenmeister 1984/85 |
| (C) | ÖFB-Ladies-Cup-Sieger 1984/85                  |
| (N) | Neuaufsteiger der Saison 1984/85               |

Aufsteiger
- Damenliga Ost (2. LSt.): keiner

## Zweite Leistungsstufe – Damenliga Ost

### Modus
Jeder spielte gegen jeden zweimal in insgesamt acht Runden. Ein Sieg wurde mit zwei Punkten belohnt, ein Unentschieden mit einem Zähler.

### Saisonverlauf
Die Liga setzte sich wie im Vorjahr aus fünf Klubs zusammen. Allerdings war die B-Mannschaft vom KSV Wiener Berufsschulen sowie der SC Wullersdorf nicht vertreten, dafür aber der DFC Heidenreichstein und der FK Leopoldau. Meister wurde diese Saison der DFC Heidenreichstein, der jedoch nicht berechtigt ist nächste Saison in der höchsten Spielklasse zu spielen.

### Abschlusstabelle
Die Meisterschaft endete mit folgendem Ergebnis:
| Pl.                            | Verein               | Sp. | S | U | N | Tore    | Diff. | Punkte |
| ------------------------------ | -------------------- | --- | - | - | - | ------- | ----- | ------ |
| 1.                             | DFC Heidenreichstein | 8   | 6 | 1 | 1 | 048:900 | +39   | 13     |
| 2.                             | USC Landhaus II      | 8   | 5 | 2 | 1 | 025:600 | +19   | 12     |
| 3.                             | ASV Vösendorf        | 8   | 4 | 3 | 1 | 029:110 | +18   | 11     |
| 4.                             | FK Leopoldau (N)     | 8   | 1 | 1 | 6 | 007:470 | −40   | 03     |
| 5.                             | DFC Ostbahn XI II    | 8   | 1 | 0 | 7 | 002:380 | −36   | 02     |
| Stand: Endstand. Quelle: NOeFV |                      |     |   |   |   |         |       |        |

| (A) | Absteiger der Saison 1984/85     |
| (N) | Neueinsteiger der Saison 1984/85 |

Aufsteiger
- Burgenland: keiner
- Niederösterreich: DFC Obersdorf, SC Stetteldorf
- Wien: keiner